# Fatoş
Fatoş ist ein türkischer weiblicher Vorname arabischer Herkunft, eine Verkleinerungsform des türkischen Vornamens Fatma.

## Namensträgerinnen
- Fatoş Gürkan (* 1966), türkische Anwältin und Politikerin der AKP
- Fatoş Kabasakal (* 1982), türkische Schauspielerin und Model
- Fatoş Seğmen (* 1982), türkische Schauspielerin und Model
- Fatoş Topaç (* 1965), deutsche Politikerin türkischer Herkunft